# Maurice Armando Torres
Maurice Armando Torres est un joueur portoricain (de nationalité sportive américaine) de volley-ball né le 6 juillet 1991 à Ponce. Il mesure 2,01 m et joue attaquant.

## Clubs
| Club            | De       | À        |
| --------------- | -------- | -------- |
| Andreoli Latina | sep 2013 | déc 2013 |
| Montpellier UC  | jan 2014 | mai 2014 |